# Col·locació
Una col·locació és una construcció lèxica convencional, és a dir, està composta d'elements que poden funcionar independentment i que tenen un significat autònom (a diferència d'una locució) però que acostumen a col·locar-se junts, formant expressions pròpies de l'idioma, i que apareixen més freqüentment juntes que amb altres parelles lèxiques. Alguns exemples serien "estat d'ànim", "fer els deures" o "prendre mesures". Segons la definició de Muñoz Martín (1995) són "paraules que apareixen juntes habitualment, però que, a diferències de les locucions, frases fetes i refranys, no constitueixen una unitat semàntica". Per a Mona Baker (1992) es tracta de "restriccions semànticament arbitràries que no procedeixen lògicament del significat proposicional d'un mot". De totes maneres, això no vol dir que reflecteixin el seu context cultural, sinó que de fet sovint són un "reflex directe de l'àmbit material, social i moral en el qual sorgeixen".
Les col·locacions se solen ensenyar com un bloc unitari, encara que a molts diccionaris no hi figurin perquè poden trencar-se per a innovar estilísticament. Sovint han sorgit per l'ús de la metàfora o per la pèrdua parcial de significat d'un dels mots, que resta restringit a un context on apareix l'altre element de manera freqüent.
Les col·locacions marquen certes restriccions a l'hora d'ajuntar paraules, per exemple, quines preposicions s'utilitzen amb determinats verbs (pensar en, etc.) o quins verbs i noms són utilitzats sovint conjuntament. Un exemple de col·locació pot ser el parell potència computacional. Es podria dir força computacional, però la paraula força sembla reservada per als éssers vius i, en aquest cas, tenim un computador (ésser inanimat). Ocorre el mateix quan diem ordinador potent en comptes d'ordinador fort.

## Definició
El DIEC defineix la col·locació, en el seu significat lingüístic, com a: "Combinació de mots que ha desenvolupat una relació semàntica estreta basada en la concurrència freqüent". Dit d'una altra manera, les col·locacions són combinacions lèxiques habituals, els elements de les quals, tot mostrant una atracció mútua, ofereixen un significat conjunt prou especial (crua realitat, poble de mala mort).
D'acord amb el que exposa Palau, la noció de col·locació ha estat interpretada de maneres diferents: en un significat estatístic, desenvolupada, entre d'altres, per Sinclair, la col·locació és observada com a combinació freqüent de mots, mentre que Hausmann, en un significat lexicogràfic, la veu com a combinació en què un mot exigeix la presència d'un altre mot concret per a expressar un significat específic.
Corpas parteix del fet que la col·locació reuneix tots els trets de la unitat fraseològica: polilexicalitat, ús freqüent, institucionalització, estabilitat, potencial caràcter idiomàtic i variable. Són polilexicals perquè estan formades, almenys, per dos mots gràfics (bateig de foc, batalla campal). En segon terme, els col·locats, és a dir els elements integrants de la col·locació sovint apareixen junts en el discurs i, a més, són freqüents en el seu conjunt, és a dir, com a unitats. El tercer tret definitori és el de la institucionalització, o capacitat d'ésser reproduïts en el discurs. Aquesta combinació institucionalitzada esdevé una combinació estable que, d'una banda, restringeix la seva pròpia combinabilitat i, de l'altra, crea la seva pròpia especialització semàntica. A mal de panxa, de cap, de coll..., tot i que mal és sinònim de dolor, no és possible substituir mal per dolor. Parlem d'idiomatització de la col·locació quan, creada en un àmbit, passa a ésser reconeguda i usada en altres àmbits (dat i beneït, dictar sentència). El darrer tret assenyalat, la variabilitat, es produeix, per exemple, per la mateixa dinàmica de la llengua en les variants regionals, en l'ús en registres formals o més col·loquials, en l'àmbit periodístic, etc.
Les col·locacions poden presentar les següents combinacions:
1. substantiu + adjectiu: discussions bizantines, lluita preventiva, bon jan. Aquí es poden incloure les formades per dos substantius, quan el segon té un funció adjectival (paciència de sant, ciutat dormidor, guerra llampec).
2. substantiu (subjecte) + verb (esclatar una revolta, una tempesta, una flor).
3. verb + substantiu (objecte) (rescindir un contracte, derogar una llei, fer pudor, fer un petó, demanar el cap d'algú, portar la bandera en una cosa, girar la truita, girar-se mal temps).
4. verb + preposició + substantiu (trucar a totes les portes, intervenir en la baralla, trucar per telèfon, veure's amb cor).
5. substantiu + preposició + substantiu (banc de proves, banc de dades, la vida del camp, de la ciutat, un cabàs de petons, res de l'altre món, de bat a bat).
6. adverbi + adjectiu/participi (aferrissadament renyit, fermament convençut, mortalment ferit).
7. verb + adjectiu (sortir il·lès, fer curt, fer anar dret, fer bo, sortir dolent) 
8. verb + adverbi (sortir bé, sortir malament, anar bé, anar malament, anar cap endavant, deixar-ho per a més endavant).